# Gare de Paris-Abattoirs
La gare de Paris-Abattoirs est une ancienne gare ferroviaire désaffectée à Paris, en France. Située sur un embranchement de la ligne de Petite Ceinture, elle desservait les abattoirs de la Villette.

## Situation ferroviaire
L’embranchement de Paris-Bestiaux et Paris-Abattoirs était rattaché à la ligne de la Petite Ceinture en deux points situés l’un au nord, l’autre au sud de la gare de Belleville-Villette. Les deux voies traversaient les rues de Crimée, du Dépotoir, des Prés-Saint-Gervais (actuelle rue Petit) au moyen de deux viaducs et d’un pont métallique. Elles traversaient ensuite les rues d’Hautpoul et d’Allemagne (avenue Jean-Jaurès) d'abord à niveau, puis en souterrain après 1934. Le raccordement longeait ensuite la gare de Paris-Bestiaux. Il franchissait le canal de l'Ourcq par un pont levant conçu par François Hippolyte Désiré Mantion et longeait le boulevard Macdonald,. Cet embranchement a été en partie remplacé par l'allée Darius-Milhaud et l'allée Arthur-Honegger.

## Histoire
Le 26 juillet 1864 la ville et le Syndicat du chemin de fer de Petite Ceinture conclut une convention précisant les conditions de réalisation et d'exploitation d'un embranchement ferroviaire permettant de desservir les abattoirs en construction. Il est déclaré d’utilité publique par décret du 19 octobre 1864. L’embranchement est livré à l’exploitation le 18 octobre 1867, mais la gare des abattoirs n'est ouverte que le 20 octobre 1871.
À l'origine, chaque bâtiment des abattoirs devait être desservi par une voie ferrée en lien avec la gare des abattoirs. Mais ces voies ne sont pas construites, ce qui réduit la pertinence de la gare. À partir des années 1890, la gare reçoit les trains de moutons vivants en provenance de l'étranger. Contrairement aux autres trains de bêtes vivantes, transitant obligatoirement par la gare de Paris-Bestiaux, ces trains sont constitués de wagons plombés et strictement isolés des autres bêtes avant d’être vendus et abattus. Le 1er février 1892, est inauguré le lazaret jouxtant la gare de Paris-Abattoirs afin d'éviter une nouvelle épidémie de fièvre aphteuse.

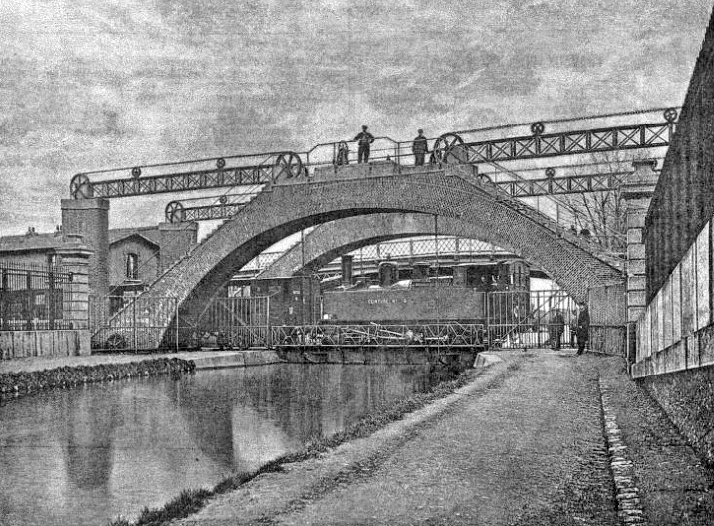
Pont levant, inauguré en 1868, mettant en communication les voies de la gare du marché aux bestiaux de la Villette avec celles des abattoirs.

L'accès à la gare de Paris-Abattoirs se fait par un pont-levant sur le canal de l'Ourcq. En raison de la gêne induite par l'utilisation du pont pour la navigation fluviale, la gare de Paris-Abattoirs n'est utilisée que de manière exceptionnelle. Ainsi, la gare de Paris-Bestiaux est utilisée pour les animaux destinés au marché comme pour ceux destinés à l'abattoir.
Cette situation pose un problème puisque les animaux atteints de maladies contagieuses sont autorisés à être abattus, conformément à la loi, et peuvent donc, en débarquant à Paris-Bestiaux, contaminer les animaux destinés aux marchés et qui peuvent être réexpédiés, notamment en province. Aussi, pour éviter de propager des épizooties, le ministère de l’Agriculture est amené à plusieurs reprises à interdire les réexpéditions, comme c'est le cas du 5 avril au 20 mai 1911. Divers projets de réaménagement des gares de Paris-Bestiaux et Paris-Abattoirs sont étudiés mais ne sont pas mis en œuvre.
Dans le cadre de la rénovation des abattoirs de la Villette dans les années 1960, la gare fait l'objet d'un important programme de travaux. Un tunnel est notamment construit sous le canal pour remplacer le pont-levant. Malgré leur avancement, les travaux sont interrompus en 1970. Les abattoirs ferment le 15 mars 1974, rendant ainsi la gare inutile.
Les terrains sont rétrocédés par la SNCF à la Ville de Paris en novembre 1983. À son emplacement est aménagé le parc de la Villette. La gare se trouvait au nord-est de l'actuelle Cité des sciences et de l'industrie.